# Ситьково (Вологодская область)
Ситьково — деревня в Кирилловском районе Вологодской области.
Входит в состав Николоторжского сельского поселения, с точки зрения административно-территориального деления — в Волокославинский сельсовет.
Расстояние до районного центра Кириллова по автодороге — 30,5 км, до центра муниципального образования Никольского Торжка по прямой — 5 км. Ближайшие населённые пункты — Волокославинское, Филимоново, Левково, Брагино, Сопигино.
По переписи 2002 года население — 5 человек.